# Aitziber López Cortajarena
Aitziber López Cortajarena (Bilbao, 17 de julio de 1974) es profesora de investigación Ikerbasque y directora científica en el Centro de Investigación Cooperativa en Biomateriales (CIC biomaGUNE) donde lidera el laboratorio de Nanotecnología Biomolecular.

## Biografía
Tras doctorarse en Bioquímica por la Universidad del País Vasco (UPV/EHU) en 2002, se incorporó al grupo de la doctora Lynne Regan en la Universidad de Yale, (Estados Unidos), donde trabajó como científica asociada en el diseño de proteínas en la Universidad de Yale hasta el 2009.
En 2010 se incorporó al instituto IMDEA-Nanociencia (Madrid) como investigadora principal y estableció un grupo de investigación centrado en la ingeniería de proteínas enfocada a la generación de nanoestructuras funcionales y materiales para aplicaciones en nanobiotecnología y nanomedicina. En 2016 se incorporó a CIC biomaGUNE (San Sebastián),como Ikerbasque Research Professor para dirigir el grupo de Nanotecnología Biomolecular, contando con una de las más prestigiosas ayudas a la investigación: una ERC-Consolidator Grant. Lidera el Laboratorio de Nanotecnología Biomolecular del CIC biomaGUNE, institución donde fue Vicedirectora Científica en 2021, y es Directora Científica desde 2022.
Desde enero de 2022 es directora científica del Centro de Investigación Cooperativa en Biociencias CIC bioGUNE, con el reto, entre otros de “trasladar esa investigación a nivel fundamental de alta calidad y muy innovadora a la empresa, a la industria”.Es profesora e Investigadora Ikerbasque del grupo de Nanotecnología Biomolecular.
Ha obtenido numerosos proyectos europeos, entre ellos un ERC Consolidator Grant (ProNANO), dos ERC-PoC (NIMM; NanoImaging), un ERA-CoBioTech, cuatro proyectos FET-Open (e-Prot, ARTIBLED, FairyLights, DeDNAed), y un proyecto EIC Pathfinder (iSenseDNA). Prof.a Cortajarena goza de una sólida reputación en el campo de la ingeniería de proteínas y el grupo está alcanzando reconocimiento mundial debido a sus contribuciones clave al diseño y desarrollo de híbridos basados en proteínas con arquitecturas y funcionalidades definidas.
Es editora Asociada de ACS Applied Biomaterials, ACS Publications, y Editora Senior en Protein Science, Wiley.
Es vicepresidenta de la Sociedad Española de Biofísica, miembro de la Real Academia de Ciencias Exactas, Físicas y Naturales y miembro del International Protein Society Council.

## Obra
Ha publicado más de 100 artículos revisados por pares en revistas reconocidas internacionalmente (con más de 3.000 citas), 6 revisiones invitadas, 2 libros editados y 5 patentes concedidas.

## Premios y reconocimientos

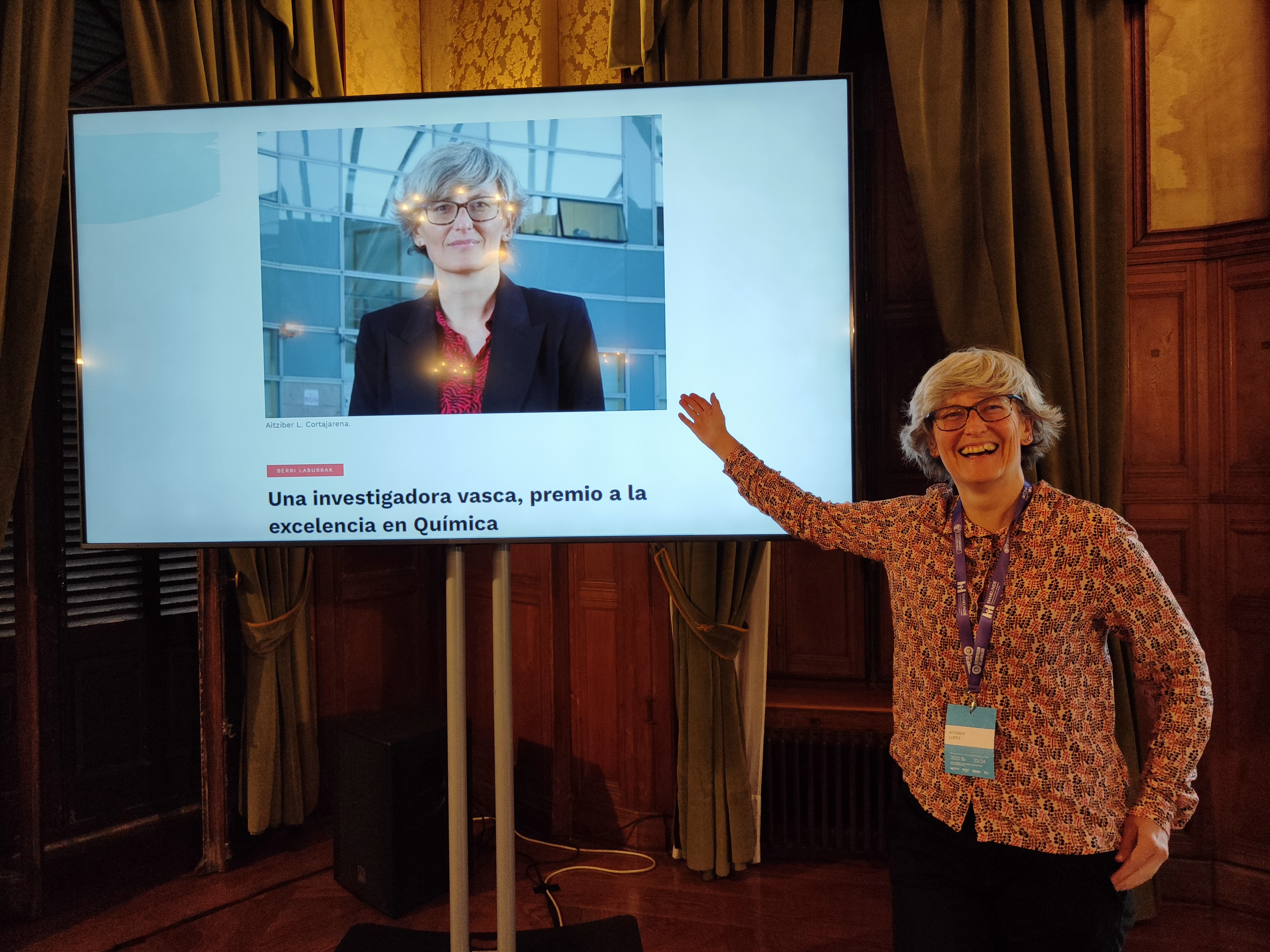
Cortajarena muestra una imagen con un titular suyo en el que no se menciona su nombre. Ejemplo puesto por María Martín Barranco en el taller sobre lenguaje no sexista en el Congreso Internacional “Igualdad, Ciencia y tecnología, por un cambio de paradigma”

- 2022 Premio a la Excelencia Investigadora de la Real Sociedad Española de Química en reconocimiento a su trabajo en el mundo de ciencia.[6]
- 2021 Premio Horizon de la Royal Society of Chemistry.[7]
- 2019 Premio a la Trayectoria de las Mujeres en la Ciencia de Ikerbasque, ha sido reconocida por su liderazgo dentro del ámbito de la ingeniería de proteínas.[8][9]